# Cantone di La Tour-d'Auvergne
Il Cantone di La Tour-d'Auvergne era una divisione amministrativa dell'arrondissement di Issoire.
È stato soppresso a seguito della riforma complessiva dei cantoni del 2014, che è entrata in vigore con le elezioni dipartimentali del 2015.
Comprendeva i comuni di
- Bagnols
- Chastreix
- Cros
- Picherande
- Saint-Donat
- Saint-Genès-Champespe
- La Tour-d'Auvergne
- Trémouille-Saint-Loup